# Río Cuilco
El río Cuilco es un río de América Norte, un afluente del río Grijalva que discurre en su mayor parte por Guatemala y una parte más pequeña en México. Nace en la Sierra Madre, al norte de Cajolá, donde se le conoce como río Blanco. Luego el río Blanco se une al río Las Manzanas, que a su vez se une al río San Isidro, para formar el río Cuilco. El río Cuilco recorre los departamentos de Huehuetenango y San Marcos en dirección del norte hasta cruzar la frontera con México (aproximadamente en las coordenadas 15°26′03″N 92°06′24″O / 15.434156, -92.106800). Continúa hacia el norte hasta desembocar en el embalse de la presa de La Angostura, uno de los embalses artificiales más grandes de México. La cuenca del río Cuilco tiene una extensión de 2274 km² en Guatemala.

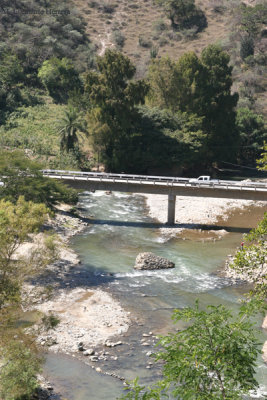
Río Cuilco, Huehuetenango